# Jürgen Giehl
Jürgen Giehl (* 28. Oktober 1965 in Schweisweiler) ist ein ehemaliger deutscher Fußballspieler und heutiger -trainer.

## Karriere
Jürgen Giehl war für die Amateure des 1. FC Kaiserslautern aktiv und bestritt am letzten Spieltag der Saison 1988/89 ein Bundesligaspiel, als ihn Trainer Josef Stabel in der 68. Minute für Roger Lutz einwechselte. Als A-Jugendlicher stand er mit dem FCK im Finale um die A-Jugend-Meisterschaft. Dort unterlag man dem VfB Stuttgart mit 1:3.
Aktuell (seit der Saison 2010/11) ist er Trainer des ASV Winnweiler.
Zuvor war Giehl als Spieler oder Trainer bei den Vereinen SC Siegelbach, VfR Grünstadt, SV Kibo, FV Rockenhausen, 1. FC 08 Haßloch und SV Enkenbach tätig.